# NEWS (음악 그룹)
NEWS(뉴스)는 일본의 남성 아이돌 그룹이다. 소속 사무소는 STARTO ENTERTAINMENT이고, 소속 레코드 회사는 ELOV-Label이다. 2003년 9월 15일에 결성되었다.

## 구성원
| 이름                                  | 프로필                                      | 컬러 | 비고                                                                            |
| ------------------------------------- | ------------------------------------------- | ---- | ------------------------------------------------------------------------------- |
| 코야마 케이치로 (小山慶一郎, 2대리더) | 1984년 5월 1일(40세), O형, 카나가와 현 출신 | 보라 | 코로나 확진자. 코야마의 컬러인 보라은 마츠모토 준과 나카마루 유이치의 컬러이다. |
| 마스다 타카히사 (増田貴久)            | 1986년 7월 4일(38세), O형, 도쿄도 출신      | 노랑 | 마스다의 컬러인 노랑은 니노미야 카즈나리의 컬러이다.                            |
| 카토 시게아키 (加藤シゲアキ)          | 1987년 7월 11일(37세), A형, 오사카부 출신   | 초록 | 코로나 확진자. 카토의 컬러인 노랑은 아이바 마사키의 컬러이다.                   |

### 전 멤버
| 이름                                   | 컬러 | 비고                                                                                              |
| -------------------------------------- | ---- | ------------------------------------------------------------------------------------------------- |
| 모리우치 타카히로 (森内貴寛)           | 없음 | 사무소를 스스로 퇴사, 이후 록 밴드 ONE OK ROCK의 멤버로 활동 중.                                  |
| 우치 히로키 (内博貴)                   | 없음 | 솔로 활동에 전념.                                                                                 |
| 쿠사노 히로노리 (草野博紀)             | 없음 | 사무소를 스스로 퇴사.                                                                             |
| 니시키도 료 (錦戸亮)                   | 파랑 | 칸쟈니∞의 활동에 전념. 료의 컬러인 파랑은 오노 사토시와 우에다 타츠야의 컬러이다.                 |
| 야마시타 토모히사 (山下智久, 초대리더) | 빨강 | 솔로 활동에 전념. 현재는 외국에서 배우로 활동중. 야마시타의 컬러인 빨강은 사쿠라이 쇼의 컬러이다. |
| 테고시 유야 (手越祐也)                 | 핑크 | 2020년 6월 19일 사무소를 스스로 퇴사. 유야의 컬러인 핑크는 카메나시 카즈야의 컬러이다.            |

### 역대 리더
| 역대 | 이름              | 기간                              |
| ---- | ----------------- | --------------------------------- |
| 초대 | 야마시타 토모히사 | 2003년 9월 15일 - 2011년 10월 7일 |
| 2대  | 코야마 케이치로   | 2011년 10월8일 - 현재             |

## 개요
배구 국제 대회인 《배구 월드컵 2003》의 이미지 캐릭터로서 쟈니즈 Jr. 중에서, 야마시타를 중심으로, 칸토에서 활동하고 있던 코야마, 마스다, 카토, 테고시, 쿠사노, 모리우치와 칸사이를 중심으로 활동하고 있던 니시키도, 우치가 멤버로 선택되어 9인조로 결성한다.
그룹명은 〈새로운 정보〉라고 하는 의미 외, 〈North〉 〈East〉 〈West〉 〈South〉의 머리 글자를 연결하고 있어 동서남북으로 국제적인 활약을 해 나가도록 하는 기대가 담겨져 있다. 데뷔 당시, 일부 언론에서 〈NewS〉라고 표기되었지만, 정식 표기는 〈NEWS〉이다.
멤버들에게는 대회 기간 중의 한정 유닛이라고 설명하고 있었지만, 활동은 그 후에도 계속했다. 도쿄와 오사카, 2개의 도시를 거점으로 하는 멤버가 혼재하고 있기 때문에, 당초 상황에 의해서 9명중에서 7명이 선택되어 활동하는 체제를 취해, 2003년말에 모리우치가 탈퇴한 다음은 8인 체제로 활동하게 되어, 2007년 1월부터는 정식으로 6명이서 활동하고 있었지만, 2011년 10월 7일에 야마시타, 니시키도의 탈퇴가 발표되어, 4명으로의 활동이 되었다.
결성 초기부터 2011년 10월까지의 8년간, 니시키도는 칸쟈니∞와 병행하며 활동을 하고 있었다. 야마시타는 2005년, 2006년에 기간 한정 유닛에 소속해, 솔로로서도 CD를 발매하는 등 활동의 폭을 넓혔다. 또한, 2006년 말부터, 마스다, 테고시는 보컬 유닛·테고마스를 결성해, 활동을 시작했다.
지금까지 드라마 주제가를 다루었던 적이 없었지만, 카토가 주연하는 2010년 4분기 드라마 《트러블맨》에서, 첫 드라마 주제가가 되는 〈BE FUNKY!〉를 다루었다. 영화에서는 테고시가 더빙 연기를 한 주인공(멈블)의 성우를 맡은 《해피 피트》의 주제가 〈별을 향해서〉와 야마시타 주연의 《쿠로사기》의 주제가 〈태양의 눈물〉과 영화 《원피스》의 주제가 〈사야엔도〉가 있다.

### 야마시타, 니시키도의 탈퇴
2011년 10월 7일, 소속 사무소인 쟈니즈 사무소에서 언론 각사에 〈야마시타는 솔로 활동, 니시키도는 칸쟈니∞의 활동에 전념하기 위해, NEWS를 탈퇴한다〉라는 내용이 팩스로 보내졌다.
야마시타는 2011년 1월부터 5월까지 국내외를 도는 단독 아시아 투어를 실시했지만, 이 준비 단계의 2010년 가을경부터 솔로 활동의 희망을 품어, 동투어를 끝낸 6월, 쟈니 키타가와 사장에게 〈솔로로 자신 힘을 시험하고 싶다〉라고 상담하고 있었다. 이것에 대해서는 KAT-TUN을 탈퇴해 솔로 활동을 실시하고 있는 아카니시 진의 영향도 소문이 떠돌았지만, 쟈니즈 사무소 측은 부정해, 후일 야마시타 자신도 부정하고 있다.
니시키도는 NEWS 결성 당시부터의 칸쟈니∞멤버로서도 활동해 왔지만, 골든 타임의 레귤러 프로그램이 시작하는 등 칸쟈니∞로의 활동이 증가하고 있었다. 그 때문에, 겸임을 계속하는 것에는 무리가 있다고 사무소측이 판단하였고, 본인도 이것을 받아 들였다.(덧붙여 탈퇴에 관해서는 〈니시키도로부터 신청했다〉라는 보도도 있다.)
야마시타, 니시키도의 탈퇴의 의향을 받아 다른 멤버와의 대화를 진행한 결과, 결국 2명의 탈퇴가 9월 하순으로 정식 결정. 4명의 멤버는 NEWS의 활동을 계속하는 것으로 결정했다.
니시키도는, 탈퇴 후 칸쟈니∞로서 텔레비전 첫 출연이 된 2011년 10월 14일 방송의 TV 아사히 《뮤직 스테이션》에서, 2그룹으로의 활동의 고뇌 등, 탈퇴의 경위에 대해 코멘트했다. 또 공식 휴대 사이트 〈Johnny's web〉에서는, 니시키도는 10월 13일, 야마시타와 코야마는 10월 14일에, 각각의 블로그에 탈퇴에 관한 기사를 게재했다.
쟈니 키타가와도 후일, 〈본인들이 결정했다면 반대할 필요는 없다. 자신 성(城)을 만들고 싶다고 생각하는 건 당연. 붙들어매어 둘 수는 없다〉라고 멤버의 의사를 존중한 것을 밝히고 있다.

### 테고시의 탈퇴
2020년 5월, 테고시가 코로나 사태로 여성과 식사를 했다는 보도가 나왔고, 2020년 6월 19일 쟈니스 사무소에서 테고시의 계약 종료가 발표되었으며, NEWS는 코야마, 카토, 마스다 3명으로 활동을 이어가게 되었다.

## 연혁
- 2003년
  - 9월 15일, 도쿄 신 타카나와 프린스 호텔에서, NEWS 결성 피로 기자 회견을 연다.
  - 11월 7일, 《배구 월드컵 2003》의 이미지 송을 포함한 싱글 〈NEWS일본〉으로 데뷔한다. CD는 세븐 일레븐 독점 판매(50만 장 한정 완매).
  - 12월, 멤버 모리우치 타카히로가 학업을 이유로 휴업·탈퇴하여, 8인 활동이 된다.

- 2004년
  - 5월 12일, 《아테네 올림픽 배구 세계 최종 예선》의 이미지 송을 포함한 싱글 〈희망~Yell~〉로 메이저 데뷔한다.

- 2005년
  - 7월 16일, 멤버 우치 히로키가 미성년의 나이에 음주를 하는 불미스러운 사건으로 무기한 근신 처분을 받아, 7인 활동이 된다.

- 2006년
  - 1월 31일, 멤버 쿠사노 히로노리가 음주 의혹의 불미스러운 사건을 일으켜 활동 금지의 처분을 받아, 6인 활동이 된다.
  - 4월 1일, 칸쟈니∞·KAT-TUN과의 3그룹 합동 팬클럽, 〈You&J〉가 발족.
  - 5월 1일부터 연예 활동의 근신 처분을 받은 쿠사노 히로노리의 연예 활동 금지에 따라 연대책임의 형태로 그룹의 활동을 2006년 연내 중지. 이후 다른 멤버는 솔로나 새로운 유닛을 중심으로 활동한다.
  - 12월 30일, 공식 사이트에 코야마, 니시키도, 야마시타, 마스다, 카토, 테고시의 6인 그룹 활동 재개와 우치, 쿠사노가 쟈니즈 사무소 연수생이 되는 것이 공식 사이트의 Johnny's net 및 Johnny's Web에서 발표되었다. 또한 각 언론은 두 사람의 그룹 탈퇴를 보도했다.

- 2007년
  - 1월 1일, 《쟈니즈 카운트다운 2006-2007》에 출연, 활동을 재개한다.
  - 3월 21일, 활동 재개 후 첫 싱글 〈별을 향해서〉를 발매. 이 곡은 테고시가 성우로 첫 도전한 영화 《해피 피트》(일본 더빙판)의 주제가이다.
  - 10월 6일·7일, 타이완의 타이베이 아레나에서, 일본 국외에서는 처음으로 단독 공연을 열 예정이었으나, 태풍으로 6일 공연이 중단되고, 갑작스럽게 7일 낮으로 연기되었다. 한편, 공연이 열린 7일은 혼란을 피하기 위해 음반 판매를 하지 않고, 13일, 14일 이틀간 다른 회장에서 굿즈를 판매하였다.
  - 12월 15일부터 2008년에 걸쳐 《NEWS CONCERT TOUR pacific 2007-2008》을 공연. 이 투어로 첫 도쿄 돔 단독 공연이 1월 9일·10일에 이루어졌다.

- 2008년
  - 10월 25일부터 2009년에 걸쳐 《NEWS WINTER PARTY DIAMOND》를 공연.

- 2009년
  - 8월 29일·30일, 매년 여름에 방송되는 닛폰 TV의 《24시간 TV 사랑은 지구를 구한다》 제32회 메인 퍼스낼리티를 맡는다. 하지만 31일에 니시키도, 9월 1일에 야마시타가 신종 인플루엔자에 감염되는 사태가 발생한다. 그 후 각자의 출연 드라마로 복귀했다.

- 2010년
  - 9월 15일에는 4번째 앨범 《LIVE》가 발매. 덧붙여 발매일은 NEWS 결성일이다.
  - 9월 18일부터 9월 28일에 걸쳐 《LIVE! LIVE! LIVE! NEWS DOME PARTY 2010》을 하는 것이 발표되었다.

- 2011년
  - 10월 7일, 리더 야마시타와 멤버 니시키도가 공식적으로 탈퇴를 발표하였다. 니시키도의 경우는 NEWS와 칸자니∞ 활동을 겸임하면서 스케줄 조정이 어려워져 탈퇴를 결정했으며, 야마시타의 정확한 이유는 발표되지 않았지만 솔로로서의 활동에 주력할 것으로 보인다.
  - 11월 23일, 加藤 成亮 카토 시게아키[*]가 加藤 シゲアキ 카토 시게아키[*]로 개명.
  - 12월 31일, 《쟈니즈 카운트다운 라이브 2011~2012》에서, 야마시타와 니시키도가 탈퇴하고 나서 첫 4명 전원이 지금까지의 싱글곡을 피로했다.

- 2012년
  - 6월 13일, NEWS 첫 베스트 앨범 《NEWS BEST》를 발매.
  - 7월 18일, 4인 체제로서의 첫 싱글 〈챵카파나〉를 발매.
  - 8월 14일부터 9월 30일에 걸쳐 《NEWS LIVE TOUR 2012~아름다운 사랑으로 만들어줄게~》를 공연. 4인 체제의 첫 투어가 되었다. 또, 아티스트 사상 최초가 되는 치치부노미야 럭비장에서의 공연을 포함한 2도시에서, NEWS로서도 첫 야외 공연을 실시했다.
  - 12월 12일, 싱글 〈WORLD QUEST/포코퐁페코랴〉를 발매.

- 2013년
  - 7월 17일, 4인 체제로서의 첫 앨범 《NEWS》를 발매.
  - 7월 26일부터 8월 27일에 걸쳐 《NEWS LIVE TOUR 2013 NEWS MAKES YOU HAPPY! MAKES THE WORLD HAPPIER!》를 공연.
  - 9월 7일, 10주년 기념 이벤트&LIVE를 공연.

- 2014년
  - 6월 11일, 싱글 〈ONE -for the win-〉을 발매.

- 2015년
  - 1월 7일, 싱글 〈KAGUYA〉를 발매.
  - 2월 25일, 앨범 《White》를 발매.
  - 6월 24일, 싱글 〈츄무츄무〉를 발매.
  - 11월 25일, 첫 DVD 싱글 〈사총사〉를 발매.

- 2016년
  - 1월 20일, 싱글 〈빛의 물방울/Touch〉를 발매.
  - 3월 9일, 앨범 《QUARTETTO》를 발매.
  - 3월 26일부터 6월 12일에 걸쳐 《NEWS LIVE TOUR 2016 QUARTETTO》를 공연.
  - 7월 13일, 싱글 〈사랑을 모르는 너에게〉를 발매.
  - 8월 27일·28일, 닛폰 TV의 《24시간 TV 39 〈사랑은 지구를 구한다〉》 제39회 메인 퍼스낼리티를 맡는다.
- 2020년
  - 6월 19일, 테고시가 탈퇴했다.

## 작품

### 싱글

#### CD 싱글
| #  | 발매일           | 타이틀                                                            | 주간 최고 순위 | 비고                                                                |
| -- | ---------------- | ----------------------------------------------------------------- | -------------- | ------------------------------------------------------------------- |
| 0  | 2003년 11월 7일  | NEWSニッポン NEWS일본                                             |                | 세븐일레븐 독점 발매                                                |
| 1  | 2004년 5월 12일  | 希望～Yell～ 희망~Yell~                                           | 1위            | 메이저 데뷔 싱글 연간 싱글 랭킹 13위                                |
| 2  | 2004년 8월 11일  | 紅く燃ゆる太陽 붉게 타오르는 태양                                 | 1위            |                                                                     |
| 3  | 2005년 3월 16일  | チェリッシュ 체리시                                               | 1위            |                                                                     |
| 4  | 2005년 7월 13일  | TEPPEN 정상                                                       | 1위            |                                                                     |
| 5  | 2006년 3월 15일  | サヤエンドウ/裸足のシンデレラボーイ 사야엔도/맨발의 신데렐라 보이 | 1위            |                                                                     |
| 6  | 2007년 3월 21일  | 星をめざして 별을 향해서                                          | 1위            | 활동 재개 후, 첫 싱글                                               |
| 7  | 2007년 11월 7일  | weeeek                                                            | 1위            | 첫 연간 싱글 랭킹 TOP 10                                            |
| 8  | 2008년 2월 27일  | 太陽のナミダ 태양의 눈물                                          | 1위            |                                                                     |
| 9  | 2008년 5월 8일   | SUMMER TIME                                                       | 1위            |                                                                     |
| 10 | 2008년 10월 1일  | Happy Birthday                                                    | 1위            |                                                                     |
| 11 | 2009년 4월 29일  | 恋のABO 사랑의 ABO                                                | 1위            |                                                                     |
| 12 | 2010년 3월 31일  | さくらガール 사쿠라걸                                             | 1위            |                                                                     |
| 13 | 2010년 11월 3일  | Fighting Man                                                      | 1위            |                                                                     |
| 14 | 2012년 7월 18일  | チャンカパーナ 챵카파나                                           | 1위            | 4인 체제가 된 후, 첫 싱글 첫날 매상 매수 121097 연간 싱글 랭킹 20위 |
| 15 | 2012년 12월 12일 | WORLD QUEST/ポコポンペコーリャ WORLD QUEST/포코퐁페코랴           | 1위            |                                                                     |
| 16 | 2014년 6월 11일  | ONE -for the win-                                                 | 1위            |                                                                     |
| 17 | 2015년 1월 7일   | KAGUYA                                                            | 1위            |                                                                     |
| 18 | 2015년 6월 24일  | チュムチュム 츄무츄무                                             | 1위            |                                                                     |
| 19 | 2016년 1월 20일  | ヒカリノシズク/Touch 빛의 물방울/Touch                            | 1위            |                                                                     |
| 20 | 2016년 7월 13일  | 恋を知らない君へ 사랑을 모르는 너에게                             | 1위            |                                                                     |
| 21 | 2017년 2월 8일   | EMMA                                                              | 1위            |                                                                     |
| 22 | 2018년 1월 17일  | LPS                                                               | 1위            |                                                                     |
| 23 | 2018년 6월 27일  | BLUE                                                              | 1위            |                                                                     |
| 24 | 2018년 9월 12일  | 「生きろ」 「살아있어」                                           | 1위            |                                                                     |
| 25 | 2019년 6월 12일  | トップガン/Love Story 톱건/러브 스토리                            | 1위            |                                                                     |
| 26 | 2020년 12월 23일 | ビューティフル/チンチャうまっか/カナリヤ                          | 1위            |                                                                     |
| 27 | 2021년 6월 30일  | BURN                                                              | 1위            |                                                                     |
| 28 | 2021년 11월 17일 | 未来へ/ReBorn                                                     | 1위            |                                                                     |
| 29 | 2022년 6월 15일  | LOSER/三銃士                                                      | 1위            |                                                                     |
| 30 | 2023년 11월 22일 | Gifted                                                            | 1위            |                                                                     |
| 31 | 2024년 11월 13일 | あっちむいてほい                                                  | 1위            |                                                                     |

#### DVD 싱글
| # | 발매일           | 타이틀        | 주간 최고 순위 | 비고        |
| - | ---------------- | ------------- | -------------- | ----------- |
| 1 | 2015년 11월 25일 | 四銃士 사총사 | 1위            | 첫 DVD 싱글 |

### 앨범

#### 오리지널 앨범
| #  | 발매일           | 타이틀    | 주간 최고 순위 |
| -- | ---------------- | --------- | -------------- |
| 1  | 2005년 4월 27일  | touch     | 1위            |
| 2  | 2007년 11월 7일  | pacific   | 1위            |
| 3  | 2008년 11월 19일 | color     | 1위            |
| 4  | 2010년 9월 15일  | LIVE      | 1위            |
| 5  | 2013년 7월 17일  | NEWS      | 1위            |
| 6  | 2015년 2월 25일  | White     | 1위            |
| 7  | 2016년 3월 9일   | QUARTETTO | 1위            |
| 8  | 2017년 3월 22일  | NEVERLAND | 1위            |
| 9  | 2018년 3월 21일  | EPCOTIA   | 1위            |
| 10 | 2019년 2월 20일  | WORLDISTA | 1위            |
| 11 | 2020년 3월 4일   | STORY     | 1위            |
| 12 | 2022년 8월 17일  | 音楽      | 1위            |
| 13 | 2023년 8월 9일   | NEWS EXPO | 1위            |
| 14 | 2024년 8월 7일   | JAPANEWS  | 1위            |

#### 베스트 앨범
| # | 발매일          | 타이틀    | 주간 최고 순위 |
| - | --------------- | --------- | -------------- |
| 1 | 2012년 6월 13일 | NEWS BEST | 1위            |

### EP
| # | 발매일          | 타이틀              | 주간 최고 순위 |
| - | --------------- | ------------------- | -------------- |
| 1 | 2023년 3월 15일 | 音楽 -2nd Movement- | 1위            |

### 영상 작품
| #  | 발매일                          | 타이틀                                                                                      |
| -- | ------------------------------- | ------------------------------------------------------------------------------------------- |
| 1  | 2004년 4월 7일                  | NEWS ニッポン 0304 NEWS 일본 0304                                                           |
| 2  | 2007년 8월 8일                  | Never Ending Wonderful Story                                                                |
| 3  | 2008년 8월 13일                 | NEWS CONCERT TOUR pacific 2007 2008 -THE FIRST TOKYO DOME CONCERT-                          |
| 4  | 2009년 11월 4일                 | NEWS LIVE DIAMOND                                                                           |
| 5  | 2010년 12월 22일                | NEWS DOME PARTY 2010 LIVE! LIVE! LIVE! DVD!                                                 |
| 6  | 2013년 1월 30일 2013년 5월 22일 | NEWS LIVE TOUR 2012 ～美しい恋にするよ～ NEWS LIVE TOUR 2012 ~아름다운 사랑으로 만들어줄게~ |
| 7  | 2014년 3월 19일                 | NEWS 10th Anniversary in Tokyo Dome                                                         |
| 8  | 2016년 4월 20일                 | NEWS LIVE TOUR 2015 WHITE                                                                   |
| 9  | 2016년 12월 14일                | NEWS LIVE TOUR 2016 QUARTETTO                                                               |
| 10 | 2018년 1월 24일                 | NEWS LIVE TOUR 2017 NEVERLAND                                                               |

## 타이업
| 곡명                                               | 타이업 |
| -------------------------------------------------- | --- |
| NEWSニッポン NEWS일본                              | 후지 TV 계열 《배구 월드컵 2003》 이미지 송 |
| 希望～Yell～ 희망~Yell~                            | 후지 TV·TBS 계열 공동 중계 《배구 세계 최종 예선》 이미지 송                                                                                             |
| Stand Up                                           | 후지 TV 계열 《제35회 봄 고교 배구》 이미지 송 후지 TV 계열 《배구 월드컵 2003》 타임 아웃 중 BGM                                                        |
| 紅く燃ゆる太陽 붉게 타오르는 태양                  | 후지 TV 계열 《여자 배구 월드 그랑프리 2004》 이미지 송                                                                                                  |
| きらめきの彼方へ 반짝임의 저편으로                 | 후지 TV 계열 《제36회 봄 고교 배구》 이미지 송 CM:니베아 화장 《8×4 파우더 스프레이》                                                                    |
| チェリッシュ 체리시                                | CM:TBC 《Good News》 캠페인 송 |
| TEPPEN                                             | 후지 TV 계열 《여자 배구 월드 그랑프리 2005》 이미지 송                                                                                                  |
| 夢の数だけ愛が生まれる 꿈의 수만큼 사랑이 태어난다 | 후지 TV 계열 《여자 배구 월드 그랑프리 2005》 엔딩 테마                                                                                                  |
| サヤエンドウ 사야엔도                              | 영화 《ONE PIECE THE MOVIE 기계 태엽성의 메카 거병》 주제가                                                                                              |
| 星をめざして 별을 향해서                           | 영화 《해피 피트 일본어 더빙판》 주제가 분카 방송 《레코멘!》 2007년 2월도 엔딩 테마                                                                     |
| Change the World                                   | CM:신켄 제미 소학 강좌 《여름 특별호 편》 CM:신켄 제미 중학 강좌 《여름이 차오르고 해바라기 편》 CM:신켄 제미 고교 강좌 《여름이 차오르고 푸른 하늘 편》 |
| weeeek                                             | CM:크림슨 RUSS-K 《RUSS-K를 모아라!》 CM:크림슨 RUSS-K 《무슨 계도 아닌 RUSS-K》 편 분카 방송 《레코멘!》 2007년 11월도 엔딩 테마                        |
| 真冬のナガレボシ 한겨울의 별똥별                   | 닛폰 TV 겨울 이벤트 《화이트 로드》 테마 송 CM:닛폰 TV 겨울 이벤트 《화이트 로드》                                                                       |
| 太陽のナミダ 태양의 눈물                           | 영화:《영화 쿠로사기》 주제가 |
| 裸足のシンデレラボーイ 맨발의 신데렐라 보이        | 후지 TV 계열 드라마 《한순간 바람이 되어라》 주제가 |
| SUMMER TIME                                        | CM:크림슨RUSS-K 《RUSS-K로 갈아입어라!》 편 |
| Happy Birthday                                     | CM:HAPPY BATH DAY Precious Rose |
| 恋のABO 사랑의 ABO                                 | CM:크림슨 RUSS-K 《T-Fes》 편 |
| OPEN YOUR EYES                                     | TV 아사히 계열 《맨몸의 소년》 엔딩 테마 |
| BE FUNKY!                                          | TV 도쿄 계열 드라마 24 《트러블맨》 주제가 |
| WORLD QUEST                                        | 《FIFA 클럽 월드컵 재팬 2012》 오피셜 송 |
| ポコポンペコーリャ 포코퐁페코랴                    | TBS 계열 드라마 《하나 씨의 간단요리》 주제가 |
| 渚のお姉サマー 물가의 오네사마                     | CM:와코루 《사라하다 브라》 |
| SEVEN COLORS                                       | 닛폰 TV 계열 《FIFA 클럽 월드컵 모로코 2013》 테마 송 |
| ONE -for the win-                                  | 닛폰 TV 계열 《브라질 2014》 테마 송 |
| NYARO                                              | CM:와코루 《뒷모습 키레이 브라》 |
| シリウス 시리우스                                  | CM:윙 《Miss 슬렌더》 |
| 四銃士 사총사                                      | 닛폰 TV 계열 애니메이션 《킨다이치 소년의 사건부 R》 오프닝 테마                                                                                         |
| ANTHEM                                             | 《FIFA 클럽 월드컵 재팬 2015》 오피셜 송 |
| ヒカリノシズク 빛의 물방울                         | 후지 TV 계열 드라마 《우산을 갖지 않는 개미들은》 주제가                                                                                                 |
| Touch                                              | CM:닛센 《일본제 기모 파카》 |
| 恋を知らない君へ 사랑을 모르는 너에게              | 닛폰 TV 계열 드라마 《시간을 달리는 소녀》 엔딩 테마 |
| EMMA 엠마                                          | 후지 TV 계열 드라마 《미움받는 용기》 오프닝 테마 |

## 출연
단독 출연 작품은 각 멤버의 기사를 참조.

### 텔레비전 프로그램
- Ya-Ya-yah ( ~ 2007년 10월 27일, TV 도쿄 계열) - 코야마·마스다·카토·테고시·쿠사노
- NEWS 베스트 텐 (2003년 10월 20일 ~ 11월 1일, 후지 TV 계열)
- NEWS 야나기모토 JAPAN (2005년 6월 23일까지의 4일간, 후지 TV 계열)
- 24시간 TV (닛폰 TV 계열) - 메인 퍼스낼리티
  - 24시간 TV 32 (2009년 8월 28일 ~ 29일)
  - 24시간 TV 39 (2016년 8월 27일 ~ 28일)
- 주혼 (2009년 11월 12일 ~ 2010년 3월 25일, 닛폰 TV 〔칸토 로컬〕) - 코야마·마스다·카토·테고시
- 4×9 (2014년 10월 6일, 닛폰 TV)
- 4vsX (2015년 4월 13일, 닛폰 TV)
- 앗 안녕하세요 처음 뵙겠습니다 여행 (2015년 6월 8일 ~ 15일, 닛폰 TV 계열)
- NEWS한 2인 (2015년 7월 3일·10월 2일, TBS 계열) - 카토·코야마
  - NEWS한 2인 (2016년 4월 22일 ~ 2021년 3월 27일)
- 헨라보 (2015년 7월 20일 ~ 27일, 닛폰 TV 계열) - 카토·코야마
  - 헨라보 (2016년 1월 11일)
  - 헨라보 (2016년 4월 7일 ~ 9월 29일, 닛폰 TV 〔칸토 로컬〕)
- 더 소년구락부 프리미엄 (2016년 4월 ~ 2019년 3월, NHK BS 프리미엄) - MC

### 광고
- 크림슨 RUSS-K (2007년 ~ 2010년 8월)
  - 〈RUSS-K를 모아라!〉 편 (2007년 8월 24일 ~ 9월 9일)
  - 〈무슨 계도 아닌 RUSS-K〉 편 (2007년 10월 19일 ~ 11월 4일)
  - 〈무슨 계도 아닌 RUSS-K〉 제2편 (2008년 3월 5일 ~ )
  - 〈T-Fes〉 편 (2009년 3월 20일 ~ )
- 로손 겡키니나로손 캠페인 (2008년 ~ 2010년 3월)
- 코세 HAPPY BATH DAY (2008년 ~ 2010년 3월)
- 도완고 dwango.jp (2010년 11월 ~ )
- 와코루 (Wing)
  - Kirei 〈사라하다 브라〉 CM 타이업 곡 〈물가의 오네사마〉 (2013년 5월 23일 ~ )
  - 〈뒷모습 키레이 브라〉 CM 타이업 곡 〈NYARO〉 (2014년 8월 ~ )
  - 〈Miss 슬렌더〉 CM 타이업 곡 〈시리우스〉 (2015년 7월 ~ )
- 닛센 〈일본제 기모 파카〉 CM 타이업 곡 〈Touch〉 (2016년 1월 ~ )

### 라디오
- NEWS의 Party Time ( ~ 2005년 3월 21일, 분카 방송)
- K짱 NEWS (2005년 4월 4일 ~ 2024년 3월 26일, 분카 방송) - 코야마+멤버로부터 1명 (마스다·카토·테고시)
- NEWS의 올나이트 닛폰 (2005년 4월 25일·2007년 11월 14일, 닛폰 방송)

### 콘서트
- 상신타이완 (2003년 10월 10일, 특별 출연, 타이완)
- A Happy "NEWS" year 2004 신춘 (2004년 1월 1일 ~ 4일, 호텔 그랜드 퍼시픽 머리디언, 13공연)
- SUMMARY of Johnnys World (2004년 8월 8일 ~ 8월 29일, 하라쥬쿠 신빅 톱, 35공연)
- NEWSnowCONCERT~뉴스의 콘서트~ (2004년 12월 28일 ~ 2005년 1월 7일, 2도시 13공연)
- NIPPON EAST TO WEST SPRING CONCERT~일본 횡단 소중한 사람에게~ (2005년 3월 31일 ~ 5월 5일, 5도시 14공연)
- Johnnys Theater "SUMMARY 2005" (2005년 7월 26일 ~ 28일·8월 30일 ~ 9월 4일, 시나가와 아쿠아스타디움, 27공연)
- A HAPPY "NEWS" YEAR 2006 (2006년 1월 3일 ~ 9일, 2도시 12공연)
- NEWS SPRING CONCERT TOUR 2006 (2006년 3월 25일 ~ 4월 30일, 5도시 14공연)
- NEWS Concert Tour 2007 (2007년 2월 17일 ~ 4월 15일, 8도시 21공연)
- NEWS FIRST CONCERT 2007 in Taipei (2007년 10월 7일, 타이베이 아레나, 2공연)
- NEWS CONCERT TOUR "pacific" 2007-2008 (2007년 12월 15일 ~ 2008년 1월 27일, 10도시 28공연) ※첫 도쿄 돔 공연을, 투어 추가 공연으로 개최.
- NEWS WINTER PARTY DIAMOND (2008년 10월 25일 ~ 2009년 1월 12일, 10도시 39공연)
- LIVE! LIVE! LIVE! NEWS DOME PARTY 2010 (2010년 9월 18일 ~ 2010년 9월 28일, 2도시 7공연)
- NEWS LIVE TOUR 2012 ~아름다운 사랑으로 만들어줄게~ (2012년 8월 14일 ~ 9월 30일, 7도시 10공연)
- NEWS LIVE TOUR 2013 NEWS MAKES YOU HAPPY! MAKES THE WORLD HAPPIER! (2013년 7월 26일 ~ 8월 27일, 7도시 14공연)
- NEWS LIVE TOUR 2015 White (2015년 3월 21일 ~ 6월 14일, 7도시 16공연)
- NEWS LIVE TOUR 2016 QUARTETTO (2016년 3월 26일 ~ 6월 12일, 8도시 17공연)
- NEWS LIVE TOUR 2017 NEVERLAND (2017년 4월 1일 ~ 6월 11일, 9도시 26공연)
- NEWS ARENA TOUR 2018 EPCOTIA (2018년 3월 31일 ~ 5월 20일, 8도시 24공연)
- NEWS 15th Anniversary LIVE 2018 "Strawberry"
- NEWS DOME TOUR 2018-2019 EPCOTIA -ENCORE-
- NEWS LIVE TOUR 2019 WORLDISTA
- NEWS LIVE TOUR 2020 STORY
- NEWS LIVE TOUR 2022 음악
- NEWS 20th Anniversary LIVE 2023 NEWS EXPO
- NEWS 20th Anniversary LIVE 2023 in TOKYO DOME BEST HIT PARADE!!!〜모든 싱글을 다 해버려요〜
- NEWS LIVE TOUR 2024 JAPANEWS

### 이벤트
- 쟈니즈 체육의 날 팬 감사제 (10월 12일)
- NEWS 대집회 (2003년 11월 9일 ~ 12월 14일, 4도시)
- NEWS 프라이빗 파티 (2004년 9월 19일·23일, 2도시)
- 모여!!!! 챵카파나 (2012년 8월 20일 ~ 8월 27일, 2도시)

## 연재

### Johnny's Web
- NEW스 (활동 중단에 수반해 종료)
- NEWSmile (2007년 1월 29일 ~ 2011년 9월 30일)
- NEWSRING

### 잡지
- NEWSTime (《SEVENTEEN》)
- NEWStyle (《SEVENTEEN》, 활동 중단에 수반해 종료)
- NEWSnoNEWS (뉴스의 뉴스) (《SEVENTEEN》, 2007년 3/1호 ~ 2010년 12/1호)
- NEWSPICE (《POTATO》, 2010년 2월호 ~ )
- NEWSletter (뉴스 소식) (《Wink up》, 2010년 3월호 ~ )
- NEWS☆코뮤 (《MYOJO》, 2011년 월호 ~ )
- NEWS Fantastic 4 rooms (《MYOJO》)

## 같이 보기
- 테고마스 - 마스다 타카히사, 테고시 유야가 속한 보컬 유닛.